# Фронинг, Рич
Рич Фронинг (род. 21 июля 1987, Маунт-Клеменс, Мичиган, США) — профессиональный американский кроссфит-спортсмен, известный в первую очередь победами в Играх КроссФит в 2011, 2012, 2013 и 2014 годах.

## Биография
Рич Фронинг родился в городе Маунт-Клеменс (штат Мичиган). Вскоре его семья переехала в Куквилл, штат Теннесси, где он проживает и в настоящее время. В Куквиллской средней школе Фронинг играл в бейсбольной и футбольной командах. В 2005 году он получил бейсбольную стипендию в Walters State Community College, но вскоре решил закончить бейсбольную карьеру. Полгода работал в TRW, затем поступил в Технологический университет Теннесси и начал работать пожарным, чтобы оплачивать обучение. В 2009 году познакомился с кроссфитом и получил лицензию тренера. Вместе с двоюродным братом открыл свой кроссфит-зал в Куквилле.

## Профессиональная карьера
В 2010 году Рич Фронинг выиграл состязание Игры КроссФит в центрально-восточном регионе, что позволило ему квалифицироваться в национальные соревнования, где он в том же году занял второе место. Последующие четыре года Фронинг становился первым на Играх КроссФит.

## Диета и тренировки
Фронинг не придерживается популярной для кроссфитеров палеолитической диеты. Он не придерживается определённой диеты вообще, предпочитая слушать своё тело. Ест много арахисового масла и пьёт цельное молоко. Что касается времени приёма пищи, то Фронинг предпочитает основной объём пищи поглощать ближе к ночи. Пьёт много протеиновых коктейлей.
Спортсмен тренируется несколько раз в день и не делает дней отдыха, как это принято у многих других профессионалов.